# Неоптолем Парійський
Неопто́лем Парі́йський (III століття до н. е.) — давньогрецький письменник, літературний критик, представник Пергамської школи.

## Життєпис
Про Неоптолема відомо замало. Він народився у місті Парія (Мала Азія). Згодом перебрався до Пергаму. Про особисте життя, роки народження та смерті Неоптолема нічого невідомо.
Займався питаннями мови, зокрема глоссами у Гомера. Розвивав думки Аристотеля щодо місця та ролі поета у суспільстві. Неоптолем вважав, що завдання поета є принесення людям насолоди та користі від своїх віршів. Для цього потрібно мати три складові: талант, мистецтво, працю.
Творчість Неоптолема мала значний вплив на давньоримського поета Горація.

## Твори
- «Про мову»;
- «Про епіграми»;
- Коментар творчості Гомера;
- Коментар творчості Теокріта сіракузького;
- Тракта «Поетіка».